# Carlos Alberto de Barros Franco
Carlos Alberto de Barros Franco (Rio de Janeiro, 19 de maio de 1946) é um médico brasileiro.
Foi eleito membro da Academia Nacional de Medicina em 2000, ocupando a Cadeira 59, da qual Nina Rodrigues é o patrono.